# 太平庄乡 (怀安县)
太平庄乡，是中华人民共和国河北省张家口怀安县下辖的一个乡镇级行政单位。

## 行政区划
太平庄乡下辖以下地区：
太平庄村、牛家窑村、南九场村、小要子水村、南夏家屯村、北夏家屯村、高家寨村、东韩家屯村、三十里店村、牛心川村、缠道村、陡坡村、辛窑村、大要子水村、井儿湾村、梁家湾村和流水沟村。